# يوجين كولب
يوجين كولب (بالعبرية: אויגן קולב‏) هو ناقد فني إسرائيلي، ولد في 1892، وتوفي في 14 سبتمبر 1959 في جفعاتايم في إسرائيل.